# Margunn Haugenes
Margunn Haugenes, nata Margunn Humlestøl (Florø, 25 gennaio 1970), è un'allenatrice di calcio ed ex calciatrice norvegese, di ruolo centrocampista, già della Nazionale norvegese, con la quale vinse una medaglia olimpica ai Giochi della XXVII Olimpiade e l'edizione 1998 dell'Algarve Cup, dal 2016 tecnico dell'Urædd.

## Palmarès

### Club
- 1. divisjon femminile: 3

Asker: 1989, 1991, 1992
- NM i fotball for kvinner: 2

Asker: 1990, 1991

### Nazionale
- Oro olimpico: 1

Sydney 2000